# Coleophora eurasiatica
Coleophora eurasiatica é uma espécie de mariposa do gênero Coleophora pertencente à família Coleophoridae.